# Titiou Lecoq

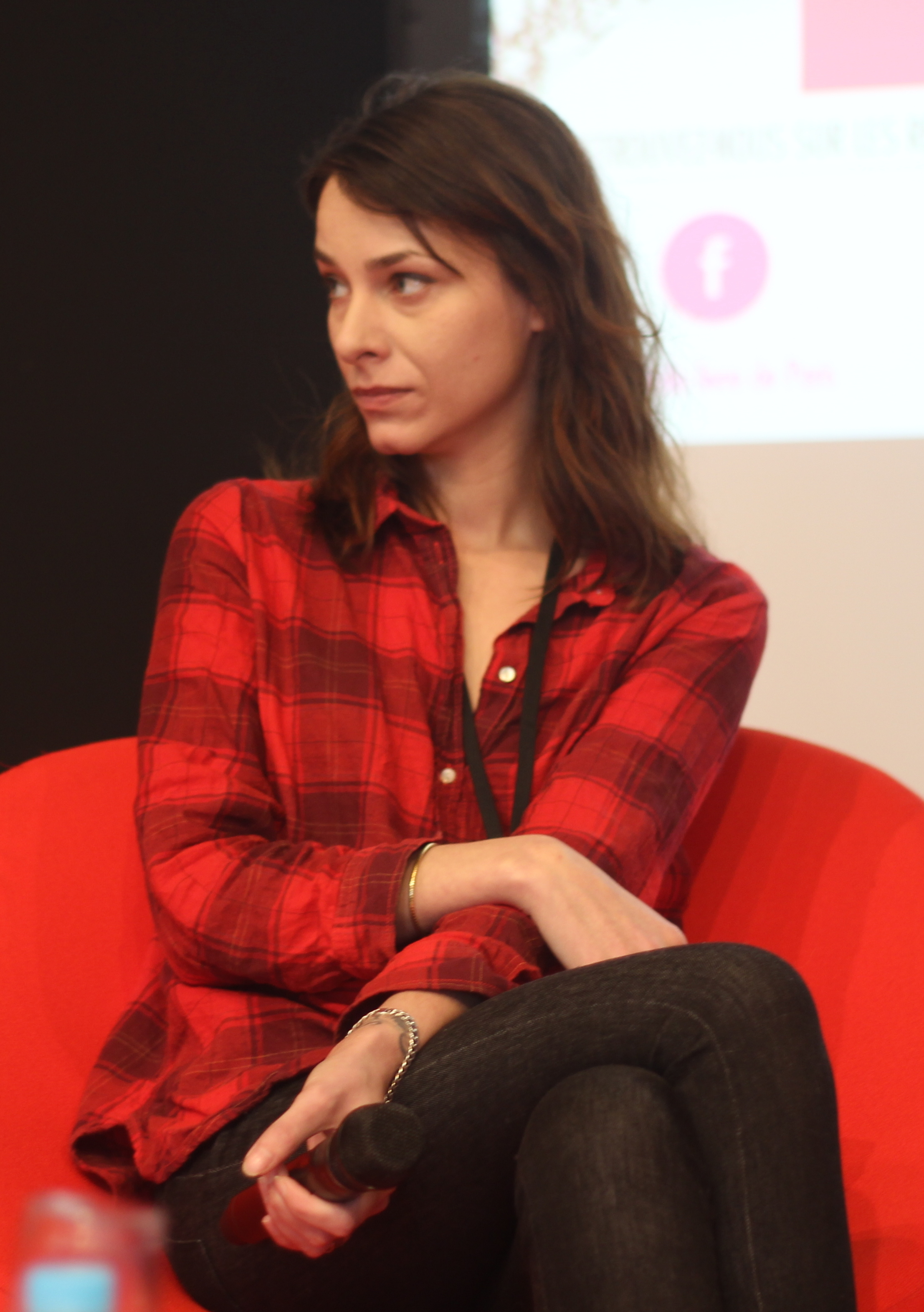
Titiou Lecoq (2015)

Audrey “Titiou” Lecoq [lə.kɔk] (geb. 22. Januar 1980 in Paris) ist eine französische Journalistin, Bloggerin und Romanautorin, die für ihre Bücher, Blogs und Artikel über die Internetkultur und ihren Einsatz für die Rechte der Frau bekannt ist.
Artikel von ihr selbst sowie über ihre Ansichten und Veröffentlichungen wurden in führenden französischen Nachrichtenmedien veröffentlicht, darunter Le Monde, Libération, L’Express und andere. Bis 2024 hat Lecoq vier Romane und zehn Sachbücher auf Französisch verfasst, von denen einige auch in deutscher, italienischer und russischer Übersetzung erschienen sind.

## Leben
Während ihrer Kindheit in Paris in den 1980er und 1990er Jahren war Lecoq eine eifrige Leserin. Sie wuchs in einer Familie von Frauen auf, ihre Mutter zog ihre Töchter allein auf. Dass „Frauen nicht das Universum regieren“ („women did not rule the universe“), wurde ihr erst klar, nachdem sie von zu Hause ausgezogen war.
Lecoq erhielt ihren ersten Computer im Jahr 1997 und beschreibt sich selbst als Fan der sozialen Medien und des Internets. Sie ist auch Feministin und kämpft als solche gegen Sexismus, traditionelle Mann-Frau-Rollen und Gewalt gegen Frauen.
Nach ihrem Abschluss mit einem Diplôme des Études Approfondies in Semiotik begann sie ihre Karriere als Praktikantin beim Kulturmagazin Les Inrockuptibles. Ein Artikel in der Le Monde beschrieb sie als Vertreterin der „feministischen Galaxie... des Jahres 2017“ („La galaxie féministe qui a marqué 2017“). Sie schrieb 13 Jahre lang für das französische Online-Magazin Slate.fr und verfasste mehr als 388 Artikel, bis sie ab dem 14. Januar 2022 eine Pause einlegte.
Von 2008 bis 21. April 2020 veröffentlichte Lecoq ihren Blog Girls and Geeks, auf dem sie über ihren Alltag und ihr Liebesleben schrieb. Nachdem sie Teile ihres Blogs im Sachbuch Sans télé, on ressent davantage le froid („Ohne Fernseher friert man mehr“, 2015) veröffentlicht hatte, betonte sie, dass sie die freie Form des Bloggens, einschließlich der Kommentare, schätze und dass diese Art des Schreibens in einem Buch nicht wirklich funktioniere.

### Aktivismus für Opfer häuslicher Gewalt
Nachdem sie am 30. Juni 2017 für die Tageszeitung Libération einen Artikel über mehr als 100 Frauen geschrieben hatte, die innerhalb eines Jahres Opfer häuslicher Gewalt geworden waren, begann sie, solche Femizide in den folgenden zwei Jahren zu zählen. Basierend auf Berichten über 200 Frauen, die von ihren Partnern ermordet wurden, hob sie die vorsätzlichen Aspekte solcher Femizide hervor. Darüber hinaus bemerkte sie, dass Femizide im Allgemeinen von Männern begangen werden, „die Frauen töten, weil sie glauben, dass sie [die Frauen] ihnen gehören müssen.“
Lecoq befand, diese Morde sollten als vorsätzlicher Mord angesehen und niemals als bloße „Verbrechen aus Leidenschaft“ entschuldigt werden. Da ihre Wurzeln in patriarchalischen Einstellungen liegen, werden diese Gewalttaten oft lediglich als Taten fast alltäglicher Natur angesehen. Darüber hinaus sind die Folgen, auch wenn sie nicht immer zu Mord führen, für die Frauen, die direkte Opfer sind, und für Kinder, die manchmal ebenfalls getötet werden, schwerwiegend. Da Lecoq diese Morde als typischerweise weitgehend „unsichtbar“ und unzureichend verurteilt ansieht, forderte sie mehr öffentliches Bewusstsein und betonte die Bedeutung eines effizienten Vorgehens der Polizei, des Justizsystems und der finanziellen Unterstützung von Vereinen, die sich für diese Sache einsetzen.

### Szenarien für Dokumentarserien
Im Jahr 2023 schrieben Lecoq und die französische Filmemacherin Gabrielle Stemmer gemeinsam die Drehbücher für eine dokumentarische Webserie mit dem Titel Les femmes sous algorithmes (Frauen und Algorithmen).  Die Serie konzentriert sich in YouTube-Videos auf gängige Geschlechterrollen und stereotype Verhaltensweisen von Frauen aus verschiedenen Kulturen. Sie wurde vom deutsch-französischen Fernsehsender Arte koproduziert und ausgestrahlt.

## Publikationen
Bis 2024 hat Lecoq vier Romane, acht Sachbücher für Erwachsene und zwei für junge Leser verfasst, die sich mit der Internetkultur, dem Sexualleben junger Frauen, der ungleichen Verteilung von Hausarbeit und Einkommen zwischen Männern und Frauen sowie von der Geschichte vernachlässigten oder vergessenen Frauen befassen. Einige davon wurden ins Deutsche, Italienische und Russische übersetzt. Ihr Stil wurde als humorvoll und zugleich spannend beschrieben. Im Rückblick auf Lecoqs 15 Jahre als Schriftstellerin im Jahr 2024 nannte Lesinrockuptibles sie „die Romanautorin einer Epoche“ («la romancière d’une époque»).
2007 begann sie mit dem Schreiben ihres ersten Romans Les Morues, was in der französischen Umgangssprache „Die Schlampen“ bedeutet. Der 2011 veröffentlichte Roman, erzählt die Geschichte junger Pariserinnen aus ihrer eigenen Generation, die mit MTV, Jacques Chirac und Kurt Cobain aufgewachsen sind, süchtig nach Internet und Antiglobalisierungsparteien und als Journalistinnen und Bloggerinnen aktiv sind. Ihr Roman von 2017 La Théorie de la tartine handelt von einer jungen Frau, der von ihrem Ex ein Sexvideo gepostet wird, einem unreifen Hacker und einer visionären Journalistin, die glaubt, dass das Internet die Welt zu ihren eigenen Gunsten verändern wird.
Ihr 2017 erschienenes Sachbuch Libérées! Le combat féministe se gagne devant le panier de linge sale („Befreit! Der feministische Kampf wird vor dem Korb schmutziger Wäsche gewonnen“) beschäftigte sich mit dem psychischen Stress, der auf jungen Müttern lastet. Über die ungleiche Verteilung der Haushaltsaufgaben und die Doppelbelastung von Frauen, die außer Haus und im Haus arbeiten, schrieb sie: „Wir können nicht arbeiten wie unsere Großväter und den Haushalt führen wie unsere Großmütter.“ In diesem Buch prangerte sie auch das sexistische Frauenbild an, das in den sozialen Medien, insbesondere auf Instagram, dargestellt wird.

### Frauengeschichte
Titiou Lecoq veröffentlichte 2021 das Buch „Les Grandes Oubliées. Pourquoi l'Histoire a effacé les femmes. (Die großen Vergessenen. - Warum die Geschichte Frauen ausgelöscht hat“). Und 2023 veröffentlichte sie bei Les Arenes eine kindgerechte Ausgabe, „Les Femmes aussi ont fait l’Histoire“. In diesen Büchern untersucht sie die Mechanismen der Unsichtbarkeit und Auslöschung (Effacement des femmes) von Frauen in der Geschichte. Sie zeigt, dass diese Auslöschungen zyklisch erfolgten und das Ergebnis männlicher Dominanz waren. Sie untersucht weibliche Figuren, die ihre Ära prägten, aber nach und nach ausgelöscht wurden, wie En-hedu-anna, Brunehaut, Julie-Victoire Daubié, Emilienne Moreau-Evrard. Sie geht bis in die Vorgeschichte zurück, in der sich Historiker des 19. Jahrhunderts eine Welt der Männer vorstellten, die sich auf Entdeckungen, Jagd und Höhlenmalerei konzentrierten, während Frauen sich um Haus und Kinder kümmerten. Es gibt jedoch keinen Beweis für diese Aufteilung. Jägerinnen, in mächtige Frauen, Widerstandskämpferinnen und Kriegerinnen gab es zu allen Zeiten; sie verschwanden aber nach und nach aus der Vorstellung und den Geschichten. Und Titiou Lecoq zeigt, dass diese Prozesse der Auslöschung – auch Mentrifizierung (mentrification) genannt – zumeist freiwillig und bewusst von Seiten der Historiker und politischen Kräfte erfolgten.

### Non-fiction
- Kata Sutra, la vérité crue sur la vie sexuelle des filles. mit Nadia Daam, Emma Defaud, Élisabeth Philippe, Johanna Sabroux, Paris: Jacob-Duvernet 2009. ISBN 2-84724-244-9
- Encyclopédie de la webculture. mit Diane Lisarelli, Paris: Robert Laffont 2011. ISBN 2-221-12829-X
- Sans télé, on ressent davantage le froid. Paris: Fayard 2015. ISBN 2-213-67867-7, auch: Chroniques de la débrouille. Paris: Le Livre de Poche. ISBN 2-253-18263-X
- Libérées! Le combat féministe se gagne devant le panier de linge sale. Paris: Fayard 2017. ISBN 978-2-213-70534-7
- Honoré et moi. Paris: L’Iconoclaste 2019.
- Les Grandes Oubliées. Pourquoi l’Histoire a effacé les femmes. (The Great Forgotten Ones: Why History erased Women), Paris: L’Iconoclaste 2021. ISBN 978-2-37880-242-4
  - Adapted version for young adult readers as Les Femmes aussi ont fait l’histoire (Women also have made History), Paris: Les Arènes jeunesse 2023. ISBN 979-10-375-0973-4
- Le Couple et l’Argent. Paris: L’Iconoclaste 2022. ISBN 978-2-37880-307-0
- Comment apprendre à manipuler ses parents: en 1 semaine! Kinderbuch. Paris: Nathan 2023. ISBN 978-2-09-500351-7
- Charline Vanhoenacker, Titiou Lecoq, Zoé Thouron: En vacances, Simone!. Paris, Denoël 2023. ISBN 978-2-207-16955-1

### Romane
- Les Morues. Paris: Au diable vauvert 2011. ISBN 2-84626-347-7 Le Livre de poche ISBN 978-2-253-16680-1, Premier roman du Doubs.
- La Théorie de la tartine., Paris: Au diable vauvert 2015. ISBN 2-84626-932-7, Paris: Le livre de Poche 2016. ISBN 978-2-253-06909-6.
- Honoré et moi: Parce qu’il a réussi sa vie en passant son temps à la rater, Balzac est mon frère. Paris: Librairie Générale Française 2021. ISBN 978-2-253-07843-2
- Une époque en or. Paris: L’Iconoclaste 2024. ISBN 978-2-37880-435-0